# Campiglossa argyrocephala
Campiglossa argyrocephala är en tvåvingeart som först beskrevs av Friedrich Hermann Loew 1844.  Campiglossa argyrocephala ingår i släktet Campiglossa och familjen borrflugor. Arten är reproducerande i Sverige. Inga underarter finns listade.